# فیلتر فشاری

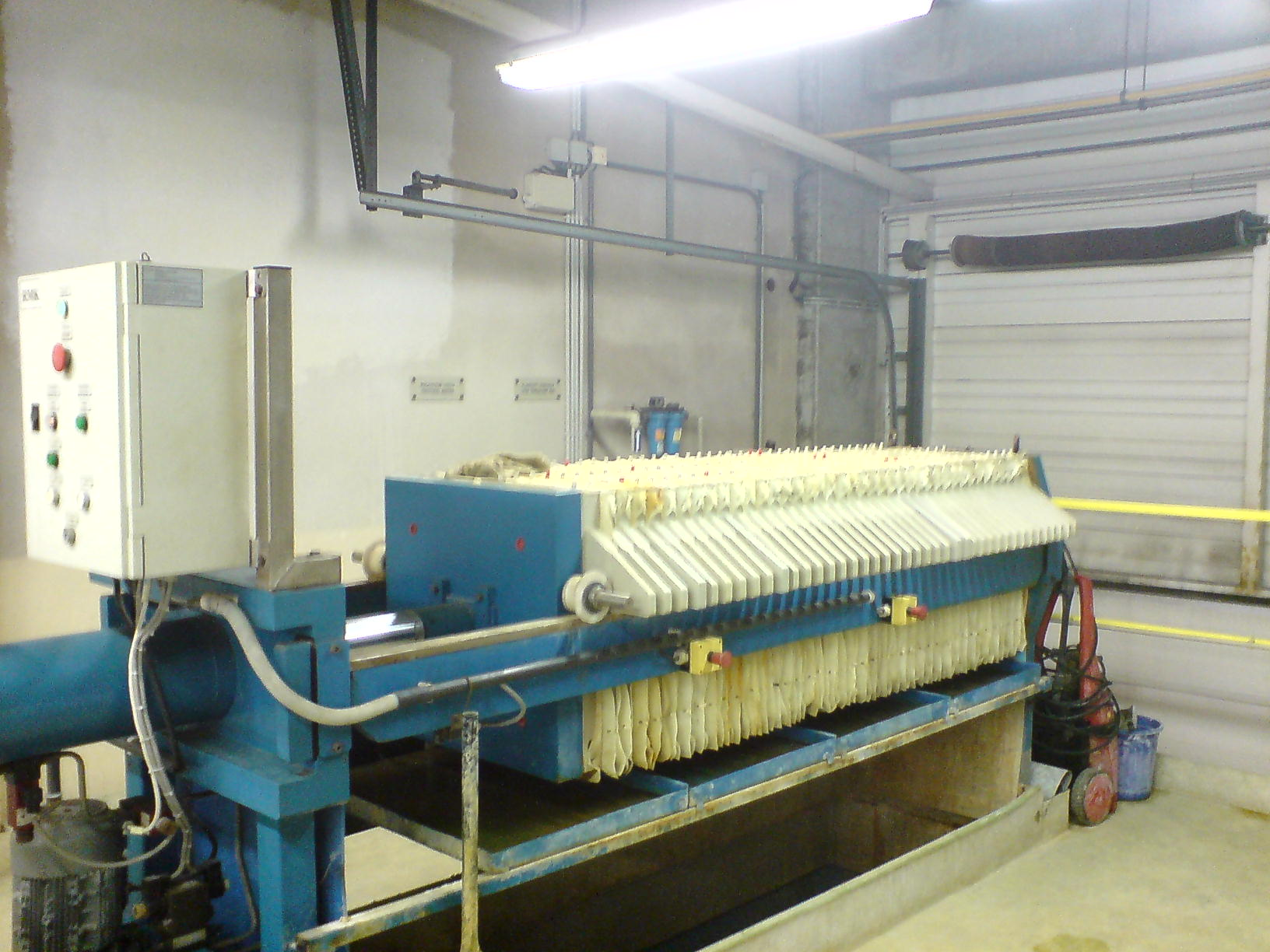
گونه‌ای از فیلتر فشاری

فیلتر فشاری یا فیلتر پرس(به انگلیسی: Filter press) گونه‌ای از دستگاه‌های فیلتراسیون است که از مجموعه‌ای از صفحات شامل غشاء فیلتر تشکیل می‌شود که با فشار جک هیدرولیک کنار هم قرار گرفته‌اند. این نوع فیلترها می‌توانند در فشار با کار کنند.